# Sierra de San Carlos
La Sierra de San Carlos es una pequeña cadena montañosa mexicana localizada en la parte centro-oeste del estado de Tamaulipas, entre los ríos de San Fernando y Purificación. Se extiende por los municipios de Burgos, Cruillas, Jiménez, San Nicolás y San Carlos, tomando su nombre de la cabecera de este último municipio. La sierra está rodeada de la llanura costera del Golfo, independiente de la Sierra Madre Oriental.
Sus coordenadas geográficas aproximadas son latitud N: 24°23′3″ a 24°51′60″ y longitud O: 98°32′40″ a 99°12′4″.

## Geografía
La sierra tiene una extensión aproximada de 2448,24 km² y se compone de afloramientos ígneos asociados a las calizas sobre un basamento más antiguo de caliza. El suelo es en general de baja calidad para la agricultura. La parte oriental, de pendientes suaves, concentra la gran mayoría de la población humana. La parte occidental es mucho más escarpada, alcanza una altitud promedio de 1200 metros sobre el nivel del mar, recibiendo el nombre de Sierra Chiquita. 
El clima es semiseco y extremado, con un promedio de 700 mm de precipitación anual, el mes más lluvioso es septiembre. En los puntos más elevados, son usuales las heladas en invierno. La temperatura media anual es de 23 °C.
La cumbre más alta de la sierra se encuentra en el cerro El Diente, localizado en el municipio de San Carlos y con una elevación de 1690 metros sobre el nivel del mar. Otras elevaciones son el cerro de la Virgen y el cerro de San Pablo.

### Flora y fauna
Dado que está situada en medio de una llanura, la sierra se considera una isla ecológica de riqueza notable y presenta el caso de poseer especies relativamente particulares dado el aislamiento de su ecosistema, sobre todo notable en la vegetación; ejemplo de esto es la hierba Ageratina macdonaldii, planta extendida por la región.
La vegetación es en general similar a la de la Sierra Madre Oriental, la mayor parte clasificada como matorral submontano y selva baja caducifolia, entre las especies se encuentran el mezquite, uña de gato, huizache, nopal, lechuguilla y maguey; hay un 13% aproximado de territorio boscoso con robles, encinos y coníferas (principalmente de Ocote) en las partes más elevadas. La zona boscosa de la sierra permanece prácticamente en estado virgen a causa de su inutilidad para la tala comercial.
La fauna se compone de animales adaptados a un clima extremoso y árido, tales como venados, tejones, jabalíes, coyotes y ardillas. Entre las aves destacan las palomas, codornices, búhos, vencejos, correcaminos, cuervos, gavilanes, entre otras especies.

## Historia
Durante la época  virreinal, los españoles fundaron en 1766 la población de San Carlos para poder controlar a los indios llamados dienteros, quienes habían huido a la sierra desde las planicies tamaulipecas precisamente para escapar del duro régimen de encomiendas que los españoles instalaron en Tamaulipas al iniciar la colonización del territorio a mediados del siglo XVIII. Al poco tiempo se descubrieron en el lugar varias minas de plata lo que alentó la colonización adicional, fundándose varios poblados más, entre ellos San Nicolás. Sin embargo, al agotarse o hundirse buena parte de las minas en la primera mitad del siglo XIX, la región cayó en una depresión económica de la que jamás se ha recuperado por completo, perdiendo la mayor parte de sus habitantes debido a la emigración a otras regiones del país. Durante los conflictos armados que caracterizaron a la República Mexicana durante su primer siglo de existencia, la sierra y sus poblados fueron puntos de almacenamiento de armas y escondite de fugitivos.